# Rijnvoetbalkampioenschap 1926/27 (West-Duitsland)
In 1926/27 werd het zevende Rijnvoetbalkampioenschap gespeeld, dat georganiseerd werd door de West-Duitse voetbalbond. De competitie werd uitgebreid van twee reeksen met elf clubs naar vier reeksen van acht clubs. De vier groepswinnaars bekampten elkaar in de finaleronde.
CfR 1899 Köln werd kampioen en plaatste zich voor de West-Duitse eindronde. In een groepsfase met zeven clubs werd de club voorlaatste. Als vicekampioen was ook Odenkirchen geplaatst, in een groep met enkel vicekampioenen werden ze ook voorlaatste. 

## 1. Bezirksklasse

### Zuidrijn Groep 1
| Plaats | Club                              | Wed. | W  | G | V | Saldo | Ptn.  |
| ------ | --------------------------------- | ---- | -- | - | - | ----- | ----- |
| 1.     | SpVgg Sülz 07                     | 14   | 10 | 2 | 2 | 49:17 | 22:6  |
| 2.     | Dürener SC 03                     | 14   | 8  | 3 | 3 | 39:20 | 19:9  |
| 3.     | VfR Köln 04 rrh.                  | 14   | 8  | 0 | 6 | 42:22 | 16:12 |
| 4.     | SV Rhenania 1900 Köln-Ehrenfelder | 14   | 5  | 4 | 5 | 29:32 | 14:14 |
| 5.     | Godesberger FV 08                 | 14   | 6  | 2 | 6 | 31:36 | 14:14 |
| 6.     | TuRa 1904 Bonn                    | 14   | 3  | 4 | 7 | 25:38 | 10:18 |
| 7.     | Mülheimer SV 06                   | 14   | 4  | 1 | 9 | 27:43 | 9:19  |
| 8.     | Kölner SC 1899                    | 14   | 3  | 2 | 9 | 27:61 | 8:20  |

|  | Geplaatst voor finalegroep |
|  | Degradatie                 |

### Zuidrijn Groep 2
| Plaats | Club                  | Wed. | W  | G | V  | Saldo | Ptn.  |
| ------ | --------------------- | ---- | -- | - | -- | ----- | ----- |
| 1.     | CfR 1899 Köln         | 14   | 10 | 3 | 1  | 36:13 | 23:5  |
| 2.     | Bonner FV 01          | 14   | 7  | 4 | 3  | 38:20 | 18:10 |
| 3.     | Kölner BC 01          | 14   | 7  | 3 | 4  | 24:16 | 17:11 |
| 4.     | SC Blau-Weiß 06 Köln  | 14   | 8  | 1 | 5  | 36:31 | 17:11 |
| 5.     | VfJuV 1896 Düren      | 14   | 5  | 2 | 7  | 45:44 | 12:16 |
| 6.     | Dürener SpV 1906      | 14   | 4  | 3 | 7  | 18:32 | 11:17 |
| 7.     | SSV Vingst 05         | 14   | 4  | 2 | 8  | 35:40 | 10:18 |
| 8.     | SV Victoria 1911 Köln | 14   | 1  | 2 | 11 | 12:38 | 4:24  |

### Westrijn
| Plaats | Club                          | Wed. | W  | G | V  | Saldo | Ptn.  |
| ------ | ----------------------------- | ---- | -- | - | -- | ----- | ----- |
| 1.     | VfL Borussia München-Gladbach | 14   | 10 | 1 | 3  | 55:27 | 21:7  |
| 2.     | SV Odenkirchen 07             | 14   | 9  | 3 | 2  | 38:23 | 21:7  |
| 3.     | Rheydter SpV                  | 14   | 7  | 2 | 5  | 45:33 | 16:12 |
| 4.     | VfB 08 Aachen                 | 14   | 7  | 1 | 6  | 43:40 | 15:13 |
| 5.     | FC Eintracht München-Gladbach | 14   | 6  | 3 | 5  | 29:32 | 15:13 |
| 6.     | Aachener TuSV Alemannia 1900  | 14   | 4  | 2 | 8  | 31:48 | 10:18 |
| 7.     | SC 1894 München-Gladbach      | 14   | 3  | 3 | 8  | 32:42 | 9:19  |
| 8.     | SV 1910 Lürrip                | 14   | 2  | 1 | 11 | 26:54 | 5:23  |

|  | Geplaatst voor finalegroep   |
|  | Play-off voor finalegroep    |
|  | Promotie/degradatie play-off |
|  | Degradatie                   |

Play-off
|  |                               |       |                   |  |
|  | VfL Borussia München-Gladbach | 2 – 3 | SV Odenkirchen 07 |  |
|  |                               |       |                   |  |

### Middenrijn
| Plaats | Club                    | Wed. | W  | G | V  | Saldo | Ptn.  |
| ------ | ----------------------- | ---- | -- | - | -- | ----- | ----- |
| 1.     | FV 1911 Neuendorf       | 14   | 12 | 1 | 1  | 59:17 | 25:3  |
| 2.     | FV 1904 Neuwied         | 14   | 9  | 1 | 4  | 59:33 | 19:9  |
| 3.     | SpVgg 1910 Andernach    | 14   | 7  | 2 | 5  | 42:41 | 16:12 |
| 4.     | FV Engers 1907          | 14   | 7  | 1 | 6  | 42:34 | 15:13 |
| 5.     | SC Koblenz 1900/02      | 14   | 6  | 3 | 5  | 27:36 | 15:13 |
| 6.     | SV Rheinland 1914 Mayen | 14   | 4  | 1 | 9  | 33:52 | 9:19  |
| 7.     | SpVgg 1911 Elz          | 14   | 3  | 1 | 10 | 21:23 | 7:21  |
| 8.     | SC 1908 Höhr            | 14   | 3  | 0 | 11 | 29:76 | 6:22  |

### Finalegroep
| Plaats | Club              | Wed. | W | G | V | Saldo | Ptn. |
| ------ | ----------------- | ---- | - | - | - | ----- | ---- |
| 1.     | CfR 1899 Köln     | 3    | 2 | 0 | 1 | 10:5  | 4:2  |
| 2.     | SV Odenkirchen 07 | 3    | 2 | 0 | 1 | 9:7   | 4:2  |
| 3.     | SpVgg Sülz 1907   | 3    | 1 | 0 | 2 | 7:6   | 2:4  |
| 4.     | FV 1911 Neuendorf | 3    | 1 | 0 | 2 | 5:13  | 2:4  |

|  | Play-off voor titel en beiden geplaatst voor de West-Duitse eindronde |

|  |               |       |                   |  |
|  | CfR 1899 Köln | 4 – 1 | SV Odenkirchen 07 |  |
|  |               |       |                   |  |

## 2. Bezirksklasse

### Promotie-eindronde

#### Groep Rijn
| Plaats | Club                  | Wed. | W | G | V | Saldo | Ptn.  |
| ------ | --------------------- | ---- | - | - | - | ----- | ----- |
| 1.     | Aachener SC 1910      | 5    | 3 | 1 | 1 | 09:06 | 07:03 |
| 2.     | SC Viktoria 04 Rheydt | 5    | 2 | 2 | 1 | 15:13 | 06:04 |
| 3.     | VfJ Kalk 1905         | 5    | 3 | 0 | 2 | 10:09 | 06:04 |
| 4.     | SSV 05 Troisdorf      | 5    | 2 | 1 | 2 | 14:09 | 05:05 |
| 5.     | Stolberger SV 1911    | 4    | 1 | 0 | 3 | 07:12 | 02:06 |
| 6.     | VfL Poll 1912         | 4    | 1 | 0 | 3 | 05:11 | 02:06 |

|  | Promotie |

#### Groep Middenrijn
| Plaats | Club                   | Wed. | W | G | V | Saldo | Ptn.  |
| ------ | ---------------------- | ---- | - | - | - | ----- | ----- |
| 1.     | SV Viktoria 08 Neuwied | 2    | 2 | 0 | 0 | 07:04 | 04:00 |
| 2.     | VfR 1907 Limburg       | 2    | 1 | 0 | 1 | 05:06 | 02:02 |
| 3.     | VfB Lützel             | 2    | 0 | 0 | 2 | 04:06 | 00:04 |

|  | Promotie                     |
|  | Promotie/degradatie play-off |

Promotie/degradatie play-off
|  |                |       |                  |  |
|  | SpVgg 1911 Elz | 5 – 1 | VfR 1907 Limburg |  |
|  |                |       |                  |  |

SpVgg 1911 Elz blijft in de eerste klasse. 